# Dira Paes
Ecleidira « Dira » Maria Fonseca Paes (née à Abaetetuba le 30 juin 1969) est une actrice brésilienne.

## Biographie
Dira Paes est née au cœur de la forêt amazonienne, sixième enfant d'une famille de sept. Elle est mère d'un garçon nommé Inácio Paes Baião dont Pablo Baião est le père. Inácio est né le 23 avril 2008 à Rio de Janeiro (Brésil).

## Filmographie
Cinéma
- 1985 : La Forêt d'émeraude : Kachiri
- 1987 : Ele, o Boto
- 2014 : Órfãos do Eldorado : Florita/Dinaura

Télévision
- 1990 : Araponga : Nina (Nininha)
- 1995 : Irmãos Coragem : Potira
- 1998 : Dona Flor e Seus Dois Maridos : Céleste
- 1999 : Chiquinha Gonzaga : Vitalina
- 1999 : Força de um Desejo : Palmira
- 2003-2007 : A Diarista : Solineuza / Sonia Neiva
- 2004 : Um Só Coração : Magnolia Cavalcanti
- 2008 : Casos e acasos : Gisele
- 2009 : India, A Love Story : Norma (Norminha)
- 2009 : Casseta & Planeta, Urgente! : Norma (Norminha)
- 2009 : Zorra Total : lui-même
- 2009 : Chico et ses amis : Nair
- 2010 : Ti Ti Ti : Marta Moura
- 2011 : Fina Estampa : Celeste Souza Fonseca
- 2012 : As Brasileiras : Cléonice (épisode La Victoire domestique)
- 2012 : Salve Jorge : Lucimar Ribeiro